# Jaime González Airport
Jaime González Airport är en flygplats i Kuba.   Den ligger i kommunen Municipio de Cienfuegos och provinsen Provincia de Cienfuegos, i den centrala delen av landet, 230 km sydost om huvudstaden Havanna. Jaime González Airport ligger 31 meter över havet.
Terrängen runt Jaime González Airport är platt. Havet är nära Jaime González Airport åt sydväst. Runt Jaime González Airport är det tätbefolkat, med 343 invånare per kvadratkilometer. Närmaste större samhälle är Cienfuegos, 3,3 km väster om Jaime González Airport. Trakten runt Jaime González Airport består till största delen av jordbruksmark.